# 賴哈德河
賴哈德河（Rahad River）是埃塞俄比亞西部的季節性河流，是青尼羅河的右支流。這河在冬季時河道乾涸，但在夏季時河水急驟增加，9月的流量更可達白尼羅河的三分之一。
14°46′N 33°51′E / 14.77°N 33.85°E